# Robert McAlmon
Robert Menzies McAlmon (Clifton, Kansas, 9 de março de 1896 - 2 de fevereiro de 1956) foi um escritor, poeta e editor dos Estados Unidos, responsável pela publicação de obras de Gertrude Stein e de Ernest Hemingway, entre outros autores importantes.

## Livros publicados
- Explorations — 1921
- A Hasty Bunch — 1922
- A Companion Volume — 1923
- Post-Adolescence — 1923
- Village — 1924
- Distinguished Air — 1925
- The Portrait of a Generation — 1925
- North America, Continent of Conjecture — 1929
- The Infinite Huntress and Other Stories — 1932
- Not Alone Lost — 1937
- Being Geniuses Together — 1938
- McAlmon and the Lost Generation — 1962
- There Was a Rustle of Silk Stockings — 1963
- Being Geniuses Together — 1968
- Miss Knight and Others — 1992